# Eratoena sulcifera
Eratoena sulcifera is een slakkensoort uit de familie van de Eratoidae. De wetenschappelijke naam van de soort is voor het eerst geldig gepubliceerd in 1832 door Sowerby I.